# Tecticeps japonicus
Tecticeps japonicus là một loài chân đều trong họ Tecticipitidae. Loài này được Iwasa miêu tả khoa học năm 1934.